# Relaciones España-Bolivia
Las relaciones Bolivia-España son las relaciones exteriores entre el Estado Plurinacional de Bolivia y el Reino de España. Ambos países son miembros de pleno derecho de la ABINIA, la ASALE, la AICO, el CAF, la CEPAL, el CERLALC, la COMJIB, la COPANT, la FELABAN, la Fundación EU-LAC, el IICA, la OEI, la  OISS, la OIJ, la ONU y la SEGIB. También comparten su pertenencia al sistema de Cumbres Iberoamericanas.

## Historia

### Era colonial
El primer europeo en ingresar al actual territorio de Bolivia fue Alejo García en 1520, quien llegó hasta Mizque al servicio de la corona portuguesa. El primer español que arribó para colonizar estas tierras fue Diego de Almagro, después de partir del Cuzco con el fin de conquistar Chile. Muerto Almagro, Francisco Pizarro envió a su hermano Gonzalo Pizarro a conquistar y colonizar la región del Collasuyo. Pedro Anzúrez fundó La Plata (actual Sucre) en 1538, Potosí surgió en 1545, La Paz en 1548, Santa Cruz de la Sierra en 1561 y Cochabamba en 1571.
La colonización española se caracterizó por presentar una base minero-agrícola. La ciudad de Potosí, la más poblada de América en 1574 (120.000 habitantes), se convirtió en un gran centro minero por la explotación de las minas de plata del Cerro Rico de Potosí y en 1611 era la mayor productora de plata del mundo. El rey Carlos I había otorgado a esta ciudad el título de villa imperial después de su fundación. La región oriental de Moxos fue anexada al Imperio español en el siglo XVI.
Durante algo más de 200 años el territorio de la actual Bolivia constituyó la Real Audiencia de Charcas, uno de los centros más prósperos y densamente poblados de los virreinatos españoles.
Potosí empezó su decadencia en las últimas décadas del siglo XVIII al quedar la minería de la plata en un estado de estancamiento. Con la llegada de la Casa de Borbón a la corona española en 1700, se profundiza la institución de la Encomienda para revertir la caída de la economía minera, imponiéndose mayor rigurosidad al trabajo de la mita y al tributo indígena.
En 1776, la Real Audiencia de Charcas, que hasta entonces formaba parte del Virreinato del Perú, fue incorporada al Virreinato del Río de la Plata.

### Independencia Boliviana de España

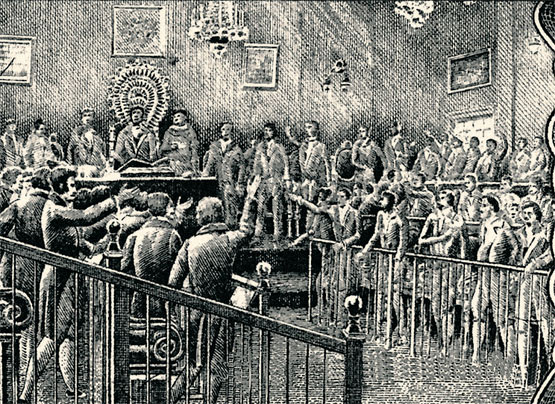
Declaración de independencia boliviana

Entre 1779 y 1781 se produjeron levantamientos indígenas a la cabeza de Tomás Katari, Túpac Amaru II y Túpac Katari que se oponían al cobro excesivo de tributos, los abusos de la mita y el desconocimiento de otros derechos. Los levantamientos fueron controlados por los españoles, pero antecedieron a las luchas independentistas del siglo XIX.
Las sublevaciones de las ciudades de Chuquisaca (actual Sucre) y La Paz de 1809 fueron el punto de arranque de las guerras de independencia hispanoamericanas. Desde 1811, a partir de la revolución de mayo acaecida en la ciudad de Buenos Aires en 1810 se sucedieron hasta 1820 tres expediciones auxiliares argentinas incluyendo la de Ignacio Warnes en Santa Cruz de la Sierra, pese a esto y a los esfuerzos de las republiquetas, (siendo la más exitosa en este sentido la Republiqueta de Ayopaya), los realistas disputaron tenazmente el control hasta la muerte de Pedro de Olañeta (nombrado último virrey). El país se declaró independiente el 6 de agosto mediante la Asamblea General de Diputados de las Provincias del Alto Perú en 1825 con el nombre de República de Bolívar que fue cambiado por República de Bolivia independizándose del reino de España.

### Post independencia
Durante el breve y tumultuoso periodo en el que el General Andrés de Santa Cruz presidió la Confederación Perú-Boliviana (1836-1839), se inició una comunicación diplomática cordial con el embajador de España en Londres. Las cartas intercambiadas entre las partes reflejaban un interés mutuo por fomentar relaciones amistosas, ofreciendo garantías para el comercio y la navegación segura entre los territorios.
Sin embargo, la derrota y subsiguiente desintegración de la Confederación bajo el liderazgo de Santa Cruz condujo a un periodo de inestabilidad política. En este contexto, el presidente boliviano José Ballivián, buscando estabilizar la situación, optó por negociar con España. Aprovechando la presencia del diplomático boliviano José María Linares en Europa, en noviembre de 1844, Ballivián tomó la decisión crítica de reconocer legalmente las deudas acumuladas por la tesorería boliviana hacia España. Este reconocimiento de deuda eliminó el principal obstáculo en las negociaciones, facilitando la pronta firma de un tratado de reconocimiento entre las partes involucradas.
En 1847, Linares enfrentó dificultades en las negociaciones con España debido a la inestabilidad política y los frecuentes cambios de gobierno en el país. En marzo de ese año, el diplomático boliviano presentó un proyecto de Tratado a España, que incluía 18 artículos sobre reconocimiento de independencia, amnistía, indemnizaciones, nacionalidad, derechos civiles y comerciales, exenciones militares y fiscales, y disposiciones sobre la venta de azogue. El 18 de junio de 1847, el presidente del Consejo de Ministros de España, Joaquín Francisco Pacheco, entregó al plenipotenciario de Bolivia un contraproyecto de Tratado con modificaciones sugeridas por el Ministerio de Estado español, tras considerar la experiencia y tratados anteriores con otras repúblicas americanas. Luego de recibir el contraproyecto, Linares respondió el 23 de junio, expresando su disposición a iniciar negociaciones, las cuales comenzaron formalmente el 8 de julio de 1847.
El 21 de julio de 1847, Bolivia y España finalmente firmaron un "Tratado de paz y amistad", estableciendo así relaciones diplomáticas entre ambas naciones. En 1866, Bolivia declaró la guerra a España durante la guerra hispano-sudamericana que también involucró a Perú, Chile y Ecuador.
Durante la guerra civil española, las misiones diplomáticas bolivianas en España ofrecieron asilo a más de 300 ciudadanos españoles y emitieron visas y salva conducta segura a ciudadanos españoles para huir a Francia o a Bolivia. Bolivia mantuvo relaciones diplomáticas con España durante la administración del General Francisco Franco. A principios de la década de 1950, Antonio García Barón, miembro de la Columna Durruti y sobreviviente del Campo de concentración de Mauthausen-Gusen llegó a Bolivia, donde se mudó a la selva boliviana y estableció una comunidad anarquista.
En mayo de 1987, el Rey Juan Carlos I de España realizó su primera visita oficial a Bolivia, la primera de sus tres visitas al país. En 2006, Evo Morales se convirtió en Presidente de Bolivia. Las relaciones entre ambas naciones han sido mínimas durante la administración del Presidente Morales. En mayo de 2012, el presidente Morales nacionalizó la empresa española Red Eléctrica de España, una empresa de red eléctrica que operaba en Bolivia y en diciembre de 2012. El Presidente Morales también nacionalizó la empresa eléctrica española Iberdrola ese mismo año. En febrero de 2013, el presidente Morales nacionalizó la empresa de infraestructura española, Abertis, lo que llevó a una mayor tensión diplomática entre Bolivia y España.
En julio de 2013, cuando regresaba a Bolivia después de una visita a Rusia, el avión del Presidente Morales se vio obligado a aterrizar en Austria después de que el fundador de WikiLeaks, Julian Assange, filtrara información falsa que el denunciante Edward Snowden estaba a bordo del avión del Presidente Morales a Bolivia. España, Francia e Italia habían negado que el presidente Morales volara en su espacio aéreo, por lo que el avión del Presidente se vio obligado a aterrizar en Austria. Después de una búsqueda exhaustiva del avión, se concluyó que Edward Snowden no estaba a bordo.

### Crisis política en Bolivia de 2019
Durante las elecciones generales de Bolivia de 2019, la Organización de los Estados Americanos realizó una auditoría que encontró "manipulación clara" en las elecciones e irregularidades significativas supervisadas por la Comisión Electoral. Tras las protestas, el presidente Morales acordó celebrar nuevas elecciones el 10 de noviembre de 2019; sin embargo, poco después, el presidente Morales y su vicepresidente, Álvaro García Linera, renunciaron a su cargo después de perder el apoyo de la policía y el ejército. El gobierno mexicano ofreció asilo al presidente Morales en México, lo cual aceptó al día siguiente antes de abordar un avión de la Fuerza Aérea Mexicana para México y llegó a la Ciudad de México el 12 de noviembre de 2019. El 12 de diciembre de 2019, Evo Morales salió de México para Argentina después que el nuevo presidente, Alberto Fernández, asumiera la presidencia y donde se le concedió el asilo.
La embajada de México en La Paz ha abierto la residencia de su embajada a varios ex-asociados de Evo Morales, y esto ha provocado protestas por bolivianos que se oponen al expresidente. En diciembre de 2019, dos diplomáticos españoles hicieron una visita de cortesía a la residencia de la embajadora de México. El gobierno boliviano interino consideró la visita como un insulto y acusó a ambos gobiernos de lesionar "gravemente la soberanía del pueblo y del Gobierno constitucional de Bolivia" y de tener motivos "hostiles" ulteriores. El 30 de diciembre, Bolivia expulsó a los dos diplomáticos españoles del país, junto con la embajadora de México. Ese mismo día, el gobierno español respondió la medida expulsando a dos diplomáticos bolivianos de España.

## Relaciones económicas
Las relaciones económicas entre Bolivia y España son en el ámbito comercial modestas, si bien es creciente la participación en los principales proyectos de infraestructura bolivianos por parte de empresas españolas. En cuanto a las inversiones españolas en Bolivia, éstas se han visto afectadas por la nacionalización de las empresas TDE (Red Eléctrica de España), la de Electropaz (Iberdrola) y la de SABSA (Abertis), planteándose por lo tanto ciertos interrogantes sobre la seguridad jurídica en dicho ámbito. No obstante, en el caso de Red Eléctrica Española, el Estado boliviano llegó a un acuerdo de indemnización con la empresa española a finales de 2014. Con las otras empresas nacionalizadas las negociaciones prosiguen en 2015.
En 2018, el comercio entre Bolivia y España ascendió a $460 millones de dólares. Empresas multinacionales españolas como Mapfre y Repsol operan en Bolivia.

## Cooperación

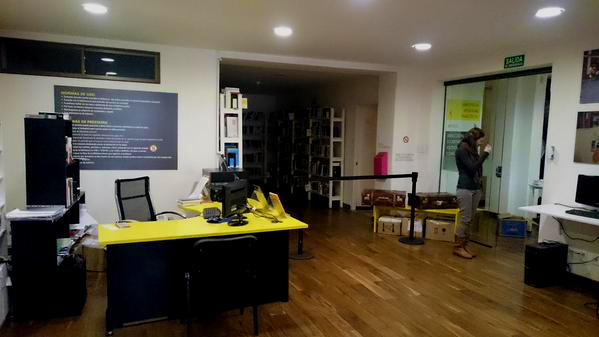
Biblioteca del Centro Cultural de España en La Paz.

La presencia de la cooperación española en Bolivia tiene larga historia y se inicia con el primer Convenio en materia de Cultura suscrito en 1968 con el Gobierno de Bolivia, a lo largo de casi 50 años, España ha ratificado su compromiso con el desarrollo de Bolivia, reconociéndolo como socio en materia de cooperación al desarrollo. Muestra de ello, es la existencia de tres Unidades de Cooperación en el Exterior (UCES) en Bolivia: la Oficina Técnica de Cooperación en La Paz, el Centro Cultural de España en La Paz y un Centro de Formación de la Cooperación Española en Santa Cruz de la Sierra.
De acuerdo con la Declaración de París (2005), la Agenda de Acción de Acra (2008) y el IV Foro de Alto nivel sobre la Eficacia de la Ayuda, celebrado en Busán (2011), ambos países han ratificado adscribirse a los compromisos adoptados en dichos acuerdos en materia de cooperación al desarrollo. 
Dichos compromisos se encuentran reflejados en el IV Plan Director de la Cooperación Española (2013-2016), en el que se prioriza la concentración geográfica para lograr una mayor incidencia e impacto de las actuaciones, dando especial énfasis a la eficacia del desarrollo, la gestión por resultados, la rendición de cuentas y la transparencia. 
El IV Plan Director de la Cooperación Española 2013-2016 sitúa a Bolivia como país de Asociación, según los criterios de prioridad geográfica, categoría que incluye a Países de Renta Media Baja. El 28 de noviembre de 2014, en el marco de celebración de la XI Reunión de Comisión Mixta, se acordó la ampliación del vigente MAP 2011-2014 durante el período 2015-2016, para hacer coincidir la finalización del mismo con el inicio del ejercicio de Programación Conjunta de la UE y los Estados miembros en 2017. En el período del MAP, hasta 2013, España ha sido el tercer donante bilateral en Bolivia.
En ese marco la Cooperación Española en Bolivia se propone contribuir a la consecución de los resultados del  Plan Nacional de Desarrollo “Bolivia Digna, Soberana, Productiva y Democrática para Vivir Bien 2006-2011”, teniendo como marco orientador el Plan Director de la Cooperación Española 2008-2012, y, para el periodo de ampliación 2015-2016, el IV Plan Director 2013-2016, la Agenda Patriótica 2025 y el Plan de Desarrollo Económico y Social PDES 2016- 2020.
La interlocución oficial sobre las actuaciones de la Cooperación en Bolivia, es canalizada entre el Ministerio de Planificación del Desarrollo (MPD) a través de su Viceministerio de Inversión Pública y Financiamiento Externo (VIPFE) y La Agencia Española de Cooperación Internacional al Desarrollo - Ministerio de Relaciones Exteriores de España. 
De manera complementaria, y en consenso con las entidades gubernamentales mencionadas, la Cooperación Española en Bolivia apoya a otras instituciones públicas, como son los ministerios, instituciones de carácter nacional, subnacional, regional, departamental, municipal e Indígenas Originarias Campesinas; así como a organizaciones sociales, asociaciones, y organizaciones no gubernamentales y de la sociedad civil.
Así mismo, se ha previsto el diseño de estrategias diferenciadas, basadas en un modelo horizontal de cooperación, y orientadas al fortalecimiento de capacidades institucionales y a la transferencia de conocimiento, mediante la utilización de modalidades de ayuda como la Cooperación Técnica y la Cooperación Triangular. De esta manera, la Cooperación Española asume un nuevo rol como facilitador de procesos, identificando actores relevantes y generando espacios de diálogo, concertación  y trabajo conjunto. 
Los objetivos comunes trazados entre Bolivia y España tienen como fin último “contribuir a un progreso sustancial hacia el desarrollo humano y sostenible, la erradicación de la pobreza y el ejercicio pleno de los derechos de hombres y mujeres en Bolivia. Así mismo, se busca reducir las causas de la desigualdad y la vulnerabilidad de la población boliviana, y la mejora del ejercicio de los derechos individuales y colectivos”.

## Visitas de Estado
Este apartado incluye las visitas oficiales en los últimos años:

### Visitas de Bolivia a España
- Enero de 2006: Evo Morales Ayma, a la sazón Presidente electo de Bolivia, realizó una vista a Madrid.
- Septiembre de 2009: El Presidente Morales visitó Madrid acompañado por el ministro de Hidrocarburos y el ministro de Planificación.
- Mayo de 2010: El Presidente Morales mantuvo encuentros bilaterales con el presidente del gobierno de España en el marco de la Cumbre UE-LAC en Madrid.
- Noviembre de 2012: El Presidente Morales participó en la Cumbre Iberoamericana de Cádiz.
- Diciembre de 2012: El Presidente Morales realizó una visita en cuyo marco mantuvo una entrevista con el presidente del gobierno de España.
- Septiembre de 2013: El Presidente Morales realizó una visita a España en cuyo marco fue recibido por S.M. el Rey y mantuvo una entrevista con el Sr. Presidente del Gobierno

### Visitas de España a Bolivia
- Agosto de 2002: Visita de S.A.R. el Príncipe de Asturias con motivo de la toma de posesión del Presidente Sánchez de Lozada.
- Noviembre de 2003: Visita del Presidente del Gobierno, José María Aznar, a Santa Cruz de la Sierra con motivo de la XIII Cumbre Iberoamericana.
- Noviembre de 2003: Visita de SS.MM. los Reyes a Santa Cruz de la Sierra con motivo de la XIII Cumbre Iberoamericana.
- Enero de 2006: Visita de S.A.R. el Príncipe de Asturias con motivo de la toma de posesión del Presidente Morales.
- Enero de 2010: Visita de S.A.R. el Príncipe de Asturias con motivo de la toma de posesión del Presidente Morales.
- Octubre de 2012: Visita de cooperación de S.M. la Reina a Bolivia.
- El Presidente de las Cortes, Jesús Posada, representó a España en los actos de investidura del Presidente Morales el 21 de enero de 2015.

## Relación de declaraciones, tratados y acuerdos firmados[3]
- Tratado de reconocimiento, paz y amistad, 21 de julio de 1847
- Tratado de paz y amistad, 21 de agosto de 1879
- Tratado de arbitraje, 17 de febrero de 1902
- Convenio relativo al reconocimiento recíproco de la validez de títulos académicos, 4 de septiembre de 1903
- Acuerdo relativo al servicio militar, 28 de mayo de 1930
- Canje de Notas reafirmando el Tratado de paz y amistad de 21 de agosto de 1879 e iniciando negociaciones para un nuevo tratado de arbitraje, 16 y 17 de agosto de 1949
- Convenio de doble nacionalidad, 12 de octubre de 1961
- Convenio cultural, 15 de febrero de 1966
- Convenio de cooperación social, 15 de febrero de 1966
- Canje de Notas estableciendo un Acuerdo por el que se concede a Iberia Líneas Aéreas de España permiso para aterrizar en territorio boliviano, 21 de noviembre de 1968
- Convenio de cooperación técnica, 3 de julio de 1971
- Acuerdo sobre transporte aéreo internacional regular, 12 de septiembre de 1974
- Canje de Notas en relación con la gratuidad del reingreso de los ciudadanos españoles residentes en Bolivia, 13 y 24 de junio de 1985
- Acuerdo complementario de cooperación técnica para el desarrollo de un plan de cooperación integral, 13 de mayo de 1986
- Tratado sobre transferencia de personas condenadas, 24 de abril de 1990
- Tratado de extradición, 24 de abril de 1990
- Convenio para evitar la doble imposición y prevenir la evasión fiscal en materia de impuestos sobre la renta y sobre el patrimonio, 30 de junio de 1997
- Acuerdo sobre cooperación en materia de prevención del consumo y control del tráfico de estupefacientes y sustancias psicotrópicas, 10 de noviembre de 1997
- Tratado general de cooperación y amistad, 16 de marzo de 1998
- Convenio sobre asistencia judicial en materia penal, 16 de marzo de 1998
- Protocolo adicional modificando el Convenio de doble nacionalidad de 12 de octubre de 1961, 18 de octubre de 2000
- Acuerdo bilateral en materia de adopciones, 29 de octubre de 2001
- Acuerdo para la promoción y la protección recíproca de inversiones, 29 de octubre de 2001
- Acuerdo sobre el libre ejercicio de actividades remuneradas para familiares dependientes del personal diplomático, consular, administrativo y técnico de Misiones Diplomáticas y Oficinas Consulares, 26 de junio de 2002
- Canje de notas sobre el reconocimiento recíproco y el canje de los permisos de conducción nacionales, 26 de junio de 2007
- Acuerdo sobre supresión recíproca de visados en pasaportes diplomáticos y oficiales o de servicio, 15 de septiembre de 2009
- Canje de notas sobre participación en las elecciones municipales de los nacionales de cada país residentes en el territorio del otro, 15 de septiembre de 2009
- Acuerdo sobre transporte aéreo, 8 de noviembre de 2010
- Acuerdo sobre supresión recíproca de visados en pasaportes diplomáticos y oficiales o de servicio, 15 de septiembre de 2009
- Acuerdo sobre transporte aéreo, 8 de noviembre de 2010
- Memorando de Entendimiento de Cooperación en materia de Investigación, Protección, Conservación y Difusión de Bienes Culturales entre los Ministerios de Cultura de España y Bolivia, 16 de octubre de 2012

## Transporte
Hay vuelos directos entre Bolivia y España a través de Air Europa y Boliviana de Aviación.

## Misiones diplomáticas residentes
- Bolivia tiene una embajada en Madrid, consulado-general en Barcelona y consulados en Bilbao, Murcia, Sevilla, Valencia y vice-consulados en Granada y en Palma de Mallorca.[19]
- España tiene una embajada en La Paz y un consulado-general en Santa Cruz de la Sierra.[20]

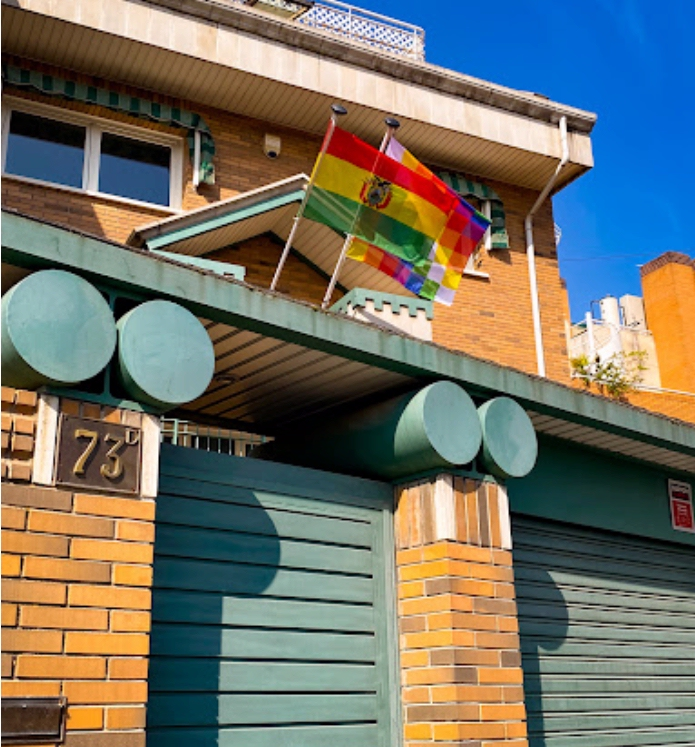
Embajada de Bolivia en Madrid
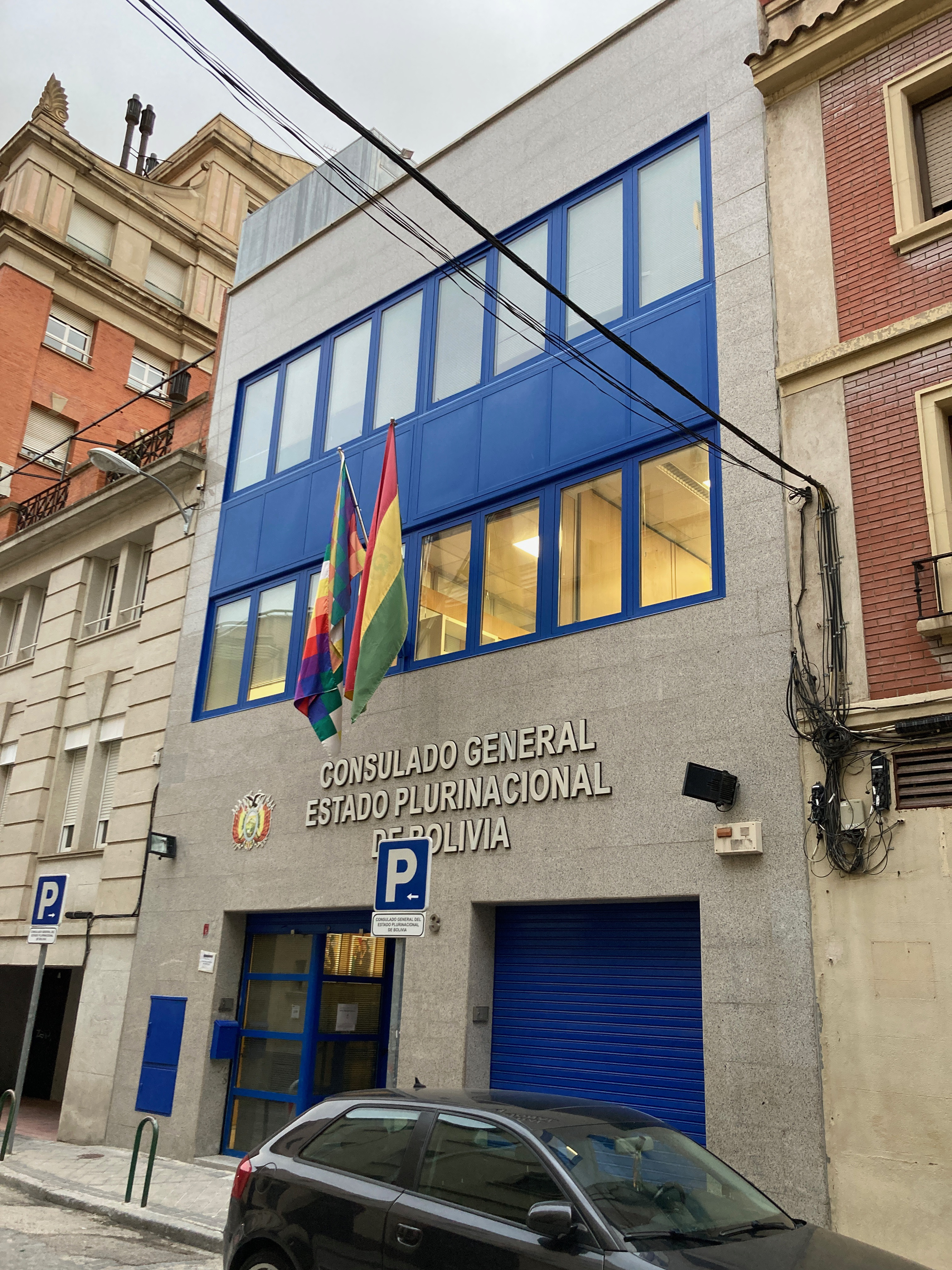
Consulado-General de Bolivia en Madrid